# Saison 2011 de l'équipe cycliste Astana
La saison 2011 de l'équipe cycliste Astana est la cinquième de l'équipe. Elle débute lors du Tour Down Under.

## Préparation de la saison 2011

### Arrivées et départs
| Arrivées              | Équipe 2010                         |
| --------------------- | ----------------------------------- |
| Simon Clarke          | ISD-Neri                            |
| Rémy Di Grégorio      | FDJ                                 |
| Tanel Kangert         | EC Saint-Étienne Loire              |
| Fredrik Kessiakoff    | Garmin-Transitions                  |
| Robert Kišerlovski    | Liquigas-Doimo                      |
| Roman Kreuziger       | Liquigas-Doimo                      |
| Mirco Lorenzetto      | Lampre-Farnese Vini                 |
| Francesco Masciarelli | Acqua & Sapone-D'Angelo & Antenucci |
| Evgueni Petrov        | Katusha                             |
| Tomas Vaitkus         | RadioShack                          |

| Départs                  | Équipe 2011       |
| ------------------------ | ----------------- |
| Alberto Contador         | Saxo Bank-Sungard |
| Scott Davis              |                   |
| Valeriy Dmitriyev        |                   |
| David de la Fuente       | Geox-TMC          |
| Jesús Hernández Blázquez | Saxo Bank-Sungard |
| Daniel Navarro           | Saxo Bank-Sungard |
| Benjamín Noval           | Saxo Bank-Sungard |
| Óscar Pereiro            | retraite          |
| Bolat Raimbekov          |                   |

## Coureurs et encadrement technique

### Effectif
| Cycliste                | Date de naissance | Nationalité | Équipe 2010                         |
| ----------------------- | ----------------- | ----------- | ----------------------------------- |
| Assan Bazayev           | 22 février 1981   | Kazakhstan  | Astana                              |
| Simon Clarke            | 18 juillet 1986   | Australie   | ISD-Neri                            |
| Allan Davis             | 27 juillet 1980   | Australie   | Astana                              |
| Rémy Di Grégorio        | 31 juillet 1985   | France      | FDJ                                 |
| Aleksandr Dyachenko     | 17 octobre 1983   | Kazakhstan  | Astana                              |
| Dmitriy Fofonov         | 15 août 1976      | Kazakhstan  | Astana                              |
| Enrico Gasparotto       | 22 mars 1982      | Italie      | Astana                              |
| Maxim Gourov            | 30 janvier 1979   | Kazakhstan  | Astana                              |
| Andriy Grivko           | 7 août 1983       | Ukraine     | Astana                              |
| Maxim Iglinskiy         | 18 avril 1981     | Kazakhstan  | Astana                              |
| Valentin Iglinskiy      | 12 mai 1984       | Kazakhstan  | Astana                              |
| Josep Jufré             | 5 août 1975       | Espagne     | Astana                              |
| Tanel Kangert           | 11 mars 1987      | Estonie     | EC Saint-Étienne Loire              |
| Andrey Kashechkin       | 21 mars 1980      | Kazakhstan  | Lampre-Farnese Vini                 |
| Fredrik Kessiakoff      | 17 mai 1980       | Suède       | Garmin-Transitions                  |
| Roman Kireyev           | 14 février 1987   | Kazakhstan  | Astana                              |
| Robert Kišerlovski      | 9 août 1986       | Croatie     | Liquigas-Doimo                      |
| Roman Kreuziger         | 6 mai 1986        | Tchéquie    | Liquigas-Doimo                      |
| Mirco Lorenzetto        | 13 juillet 1981   | Italie      | Lampre-Farnese Vini                 |
| Francesco Masciarelli   | 5 mai 1986        | Italie      | Acqua & Sapone-D'Angelo & Antenucci |
| Andrey Mizourov         | 16 mars 1973      | Kazakhstan  | Tabriz Petrochemical                |
| Yevgeniy Nepomnyachshiy | 12 mars 1987      | Kazakhstan  | Astana                              |
| Evgueni Petrov          | 25 mai 1978       | Russie      | Katusha                             |
| Sergey Renev            | 3 février 1985    | Kazakhstan  | Astana                              |
| Gorazd Štangelj         | 27 janvier 1973   | Slovénie    | Astana                              |
| Paolo Tiralongo         | 8 juillet 1977    | Italie      | Astana                              |
| Tomas Vaitkus           | 4 février 1982    | Lituanie    | RadioShack                          |
| Alexandre Vinokourov    | 16 septembre 1973 | Kazakhstan  | Astana                              |
| Andrey Zeits            | 14 décembre 1986  | Kazakhstan  | Astana                              |
| Stagiaire               | Date de naissance | Nationalité | Équipe 2011                         |
| Dmitriy Gruzdev         | 13 mars 1986      | Kazakhstan  |                                     |
| Nazar Jumabekov         | 3 janvier 1987    | Kazakhstan  |                                     |
| Aleksandr Chouchemoïne  | 23 février 1987   | Kazakhstan  |                                     |
| Ruslan Tleubayev        | 3 juillet 1987    | Kazakhstan  |                                     |

## Bilan de la saison

### Victoires
| Date       | Course                                | Pays       | Classe | Vainqueur            |
| ---------- | ------------------------------------- | ---------- | ------ | -------------------- |
| 12/03/2011 | 7e étape de Paris-Nice                | France     | WT     | Rémy Di Grégorio     |
| 06/04/2011 | 3e étape du Tour du Pays basque       | Espagne    | WT     | Alexandre Vinokourov |
| 22/04/2011 | 4e étape du Tour du Trentin           | Italie     | 2.HC   | Roman Kreuziger      |
| 25/04/2011 | 2e étape du Tour de Turquie           | Turquie    | 2.HC   | Valentin Iglinskiy   |
| 29/04/2011 | 3e étape du Tour de Romandie          | Suisse     | WT     | Alexandre Vinokourov |
| 27/05/2011 | 19e étape du Tour d'Italie            | Italie     | WT     | Paolo Tiralongo      |
| 25/06/2011 | Championnat du Kazakhstan sur route   | Kazakhstan | CN     | Andrey Mizourov      |
| 04/07/2011 | 2e étape du Tour d'Autriche           | Autriche   | 2.HC   | Fredrik Kessiakoff   |
| 10/07/2011 | Classement général du Tour d'Autriche | Autriche   | 2.HC   | Fredrik Kessiakoff   |
| 27/10/2011 | 8e étape du Tour de Hainan            | Chine      | 2.HC   | Valentin Iglinskiy   |
| 28/10/2011 | Classement général du Tour de Hainan  | Chine      | 2.HC   | Valentin Iglinskiy   |

### Résultats sur les courses majeures
Les tableaux suivants représentent les résultats de l'équipe dans les principales courses du calendrier international (les cinq classiques majeures et les trois grands tours). Pour chaque épreuve est indiqué le meilleur coureur de l'équipe, son classement ainsi que les accessits glanés par Astana sur les courses de trois semaines.

#### Classiques
| Classique            | Milan-San Remo     | Tour des Flandres   | Paris-Roubaix       | Liège-Bastogne-Liège | Tour de Lombardie   |
| -------------------- | ------------------ | ------------------- | ------------------- | -------------------- | ------------------- |
| Coureur (classement) | Simon Clarke (66e) | Tomas Vaitkus (35e) | Tomas Vaitkus (18e) | Roman Kreuziger (4e) | Andriy Grivko (45e) |

#### Grands tours
| Grand tour           | Tour d'Italie | Tour de France         | Tour d'Espagne           |
| -------------------- | --- | ---------------------- | ------------------------ |
| Coureur (classement) | Roman Kreuziger (5e) | Rémy Di Grégorio (39e) | Robert Kišerlovski (18e) |
| Accessits            | 1 victoire d'étape (Paolo Tiralongo), classement par équipes aux temps et classement du meilleur jeune (Roman Kreuziger) | -                      | -                        |

### Classement UCI
L'équipe Astana termine à la quatorzième place du World Tour avec 434 points. Ce total est obtenu par l'addition des points des cinq meilleurs coureurs de l'équipe au classement individuel que sont Alexandre Vinokourov, 16e avec 230 points, Roman Kreuziger, 29e avec 145 points, Paolo Tiralongo, 120e avec 23 points, Andriy Grivko, 128e avec 20 points, et Simon Clarke, 133e avec 16 points,.
| Rang | Coureur              | Points |
| ---- | -------------------- | ------ |
| 16   | Alexandre Vinokourov | 230    |
| 29   | Roman Kreuziger      | 145    |
| 120  | Paolo Tiralongo      | 23     |
| 128  | Andriy Grivko        | 20     |
| 133  | Simon Clarke         | 16     |
| 149  | Allan Davis          | 10     |
| 153  | Enrico Gasparotto    | 9      |
| 158  | Rémy Di Grégorio     | 7      |
| 162  | Robert Kišerlovski   | 6      |
| 184  | Sergey Renev         | 4      |
| 195  | Tomas Vaitkus        | 2      |